# 睾丸疼痛
睾丸疼痛（英語：Testicular pain, scrotal pain），俗稱蛋疼或蛋痛，发生于单侧或双侧睾丸受伤。在阴囊中的疼痛也归为此类。睾丸疼痛可能是急性、亚急性或慢性的，取决于它的周期。致病原因包括良性的肌肉骨骼问题、以及包括佛尼爾氏症或睾丸扭转等急诊情况。疼痛处理通常根据潜在原因进行处理，诊断需要包括物理检查、并可能兼顾超声成像和实验室病理评估等。

## 定义
睾丸疼痛发生于单侧或双侧睾丸受伤，疼痛范围通常包括阴囊。根据周期的判断，这种疼痛可能是急性、亚急性或慢性的。

### 慢性睾丸疼痛
慢性睾丸疼痛（疼痛周期超过三个月）可能由于许多潜在原因造成。在完成输精管切除术的15-19%的人群中会出现睾丸疼痛，原因包括有附睾炎、前列腺炎和睾丸炎感染，也包括精索静脉曲张、囊肿、精子囊肿、结节性多动脉炎、睾丸扭转、及手术或创伤。25%的患者病因从未能确诊。对于采取输精管切除术的病人，疼痛可能持续很长周期，并可能引起一种称之为输精管切除术后疼痛综合征的症状。

## 病理
睾丸疼痛的诊断类型非常多，包括良性病症到致命性情况。儿童时期最常见的疼痛原因是睾丸扭转（16%），睾丸附件扭转（46%）和附睾炎（35%）。对于成人患者而言，最常见的原因是附睾炎。

### 睾丸扭转
睾丸扭转通常为急性睾丸疼痛，出现小于六小时周期的疼痛。在进行提睾反射时候，疼痛会消失或减少。在小于25岁的男性中，每年这类疼痛在4000人群中只有1例，它常见于未成年人（65%发生于12至18岁患者），并很少发生于35岁以上男性人群。因为这种扭转可能在数小时后形成坏疽，所以应当进行手术性急诊治疗。另外一种称之为“间歇性睾丸扭转”（intermittent testicular torsion）属于慢性病症，因为睾丸可自行恢复原位，疼痛可在数分钟至几小时内自动消失，仍然需要预防和观察。在一些情况下，睾丸扭转会导致患者恶心和呕吐。

### 附睾炎
附睾炎是指附睾（在睾丸后部的弧度结构）出现炎症。症状通常是不同程度的持续性疼痛，阴囊可能红肿。这通常符合尿路感染的症状，并有一半病例是与睾丸炎有关。在14至35岁患者中，疼痛通常是由淋病或衣原体感染引起。大肠杆菌是最常见的细菌感染，治疗时需要采用抗生素。

### 佛尼爾氏症
佛尼爾氏症（是一种会阴部位的急性感染），通常会伴有发烧和内部疼痛。这种情况很罕见，但若不及时采用外阴清创术和抗生素治疗，这种疾患具有致命性。

### 其他

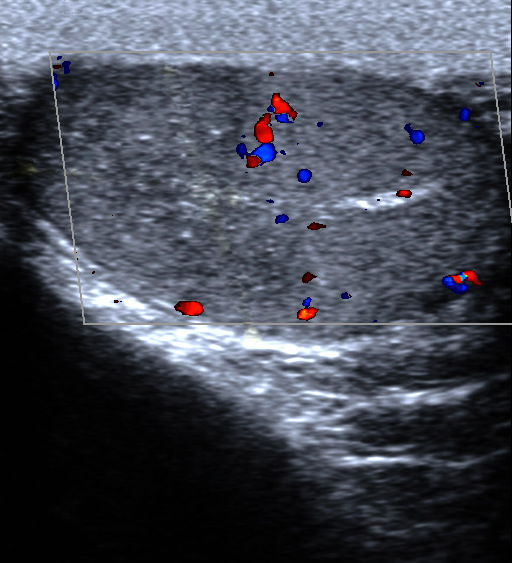
患者睾丸右侧部位部分梗塞呈现出睾丸疼痛

一些其他的情况也会导致睾丸疼痛，包括有腹股沟疝、挫伤、阴囊积水、精索静脉曲张等。而睾丸癌却是没有疼痛的。

## 诊断方式

### 体检
睾提肌反射（碰击大腿内侧上方部位，引起同侧提睾肌收缩，使睾丸上提）是一种检查疼痛来源的方式，附睾炎会出现此类反应而睾丸扭转情况则无（因为睾丸已经上提）。普雷恩征（是指睾丸上提时疼痛缓解情况）呈阳性时，使用睾提肌反射则并不能区分睾丸疼痛的来源是睾丸扭转，还是附睾炎或其他原因。

### 实验室检查
一些实验室检查方式可以帮助医师诊断出疼痛原因，包括采取尿液分析（睾丸扭转情况时此分析数值正常）。出现脓尿及细菌尿（尿液中发现白细胞和细菌）的患者中若伴有阴囊急症，则提示感染情况出现，从而显示附睾炎或睾丸炎的情况出现；医师仍需要进行淋病和衣原体感染情况的检查。如果是慢性疼痛，所有患者都需进行淋病和衣原体感染检查。

### 图像
在上述方法并不能确诊疼痛原因时，医学超音波检查会起到帮助作用。如果对睾丸疼痛诊断已经确诊，图像检查不应延误手术和物理治疗策略。